# شاهین بلوچی

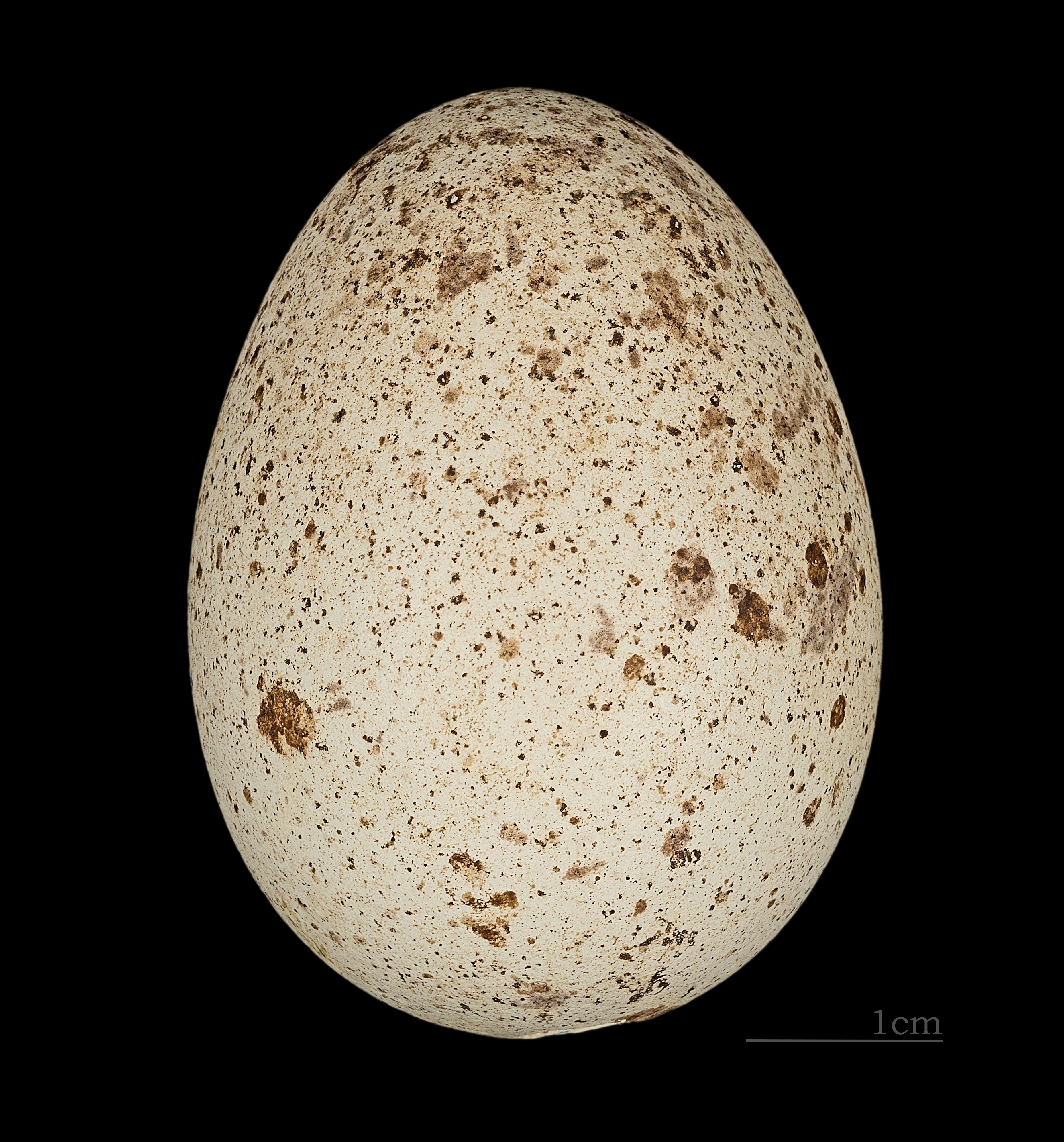
Falco jugger

شاهین بلوچی (لاگر) (نام علمی: Falco jugger) یک پرنده شکاری از سرده شاهین در تیرهٔ شاهینیان است. این پرنده در ایران، افغانستان, پاکستان, هند, نپال, بوتان, بنگلادش و میانمار یافت می‌شود. بقای این پرنده در نزدیکی تهدید است.

## نگارخانه

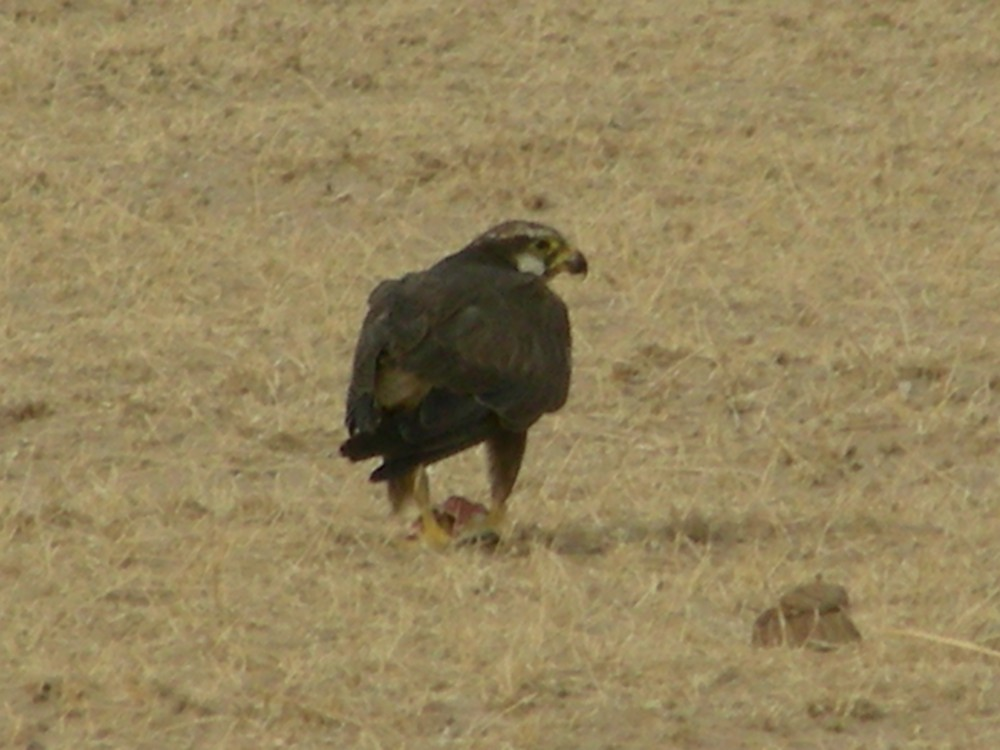
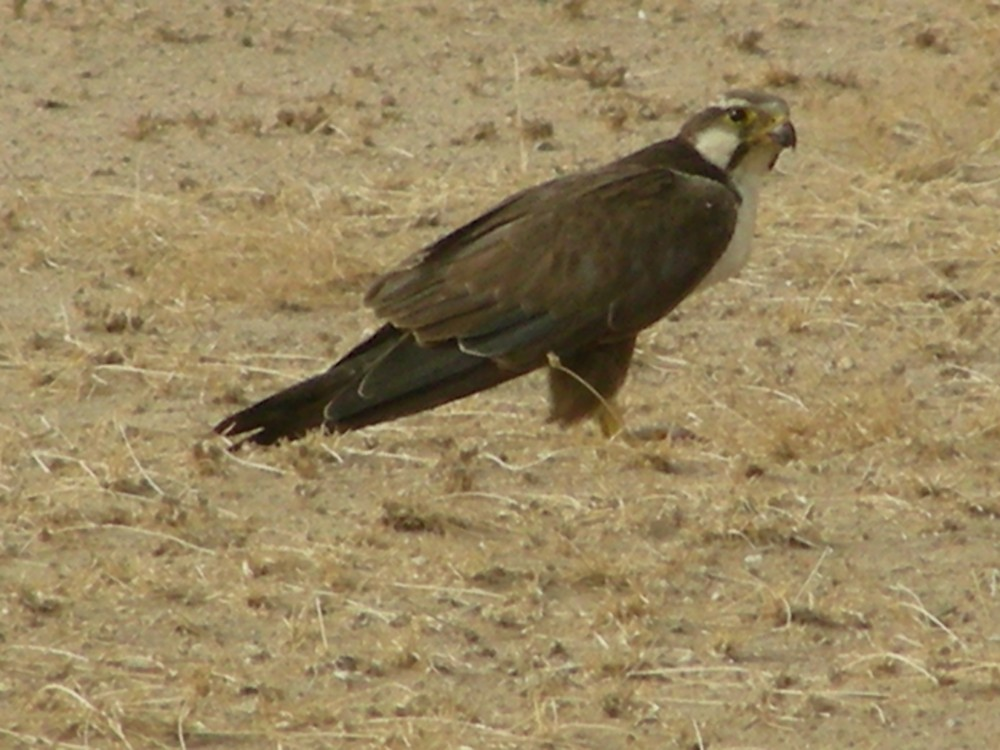
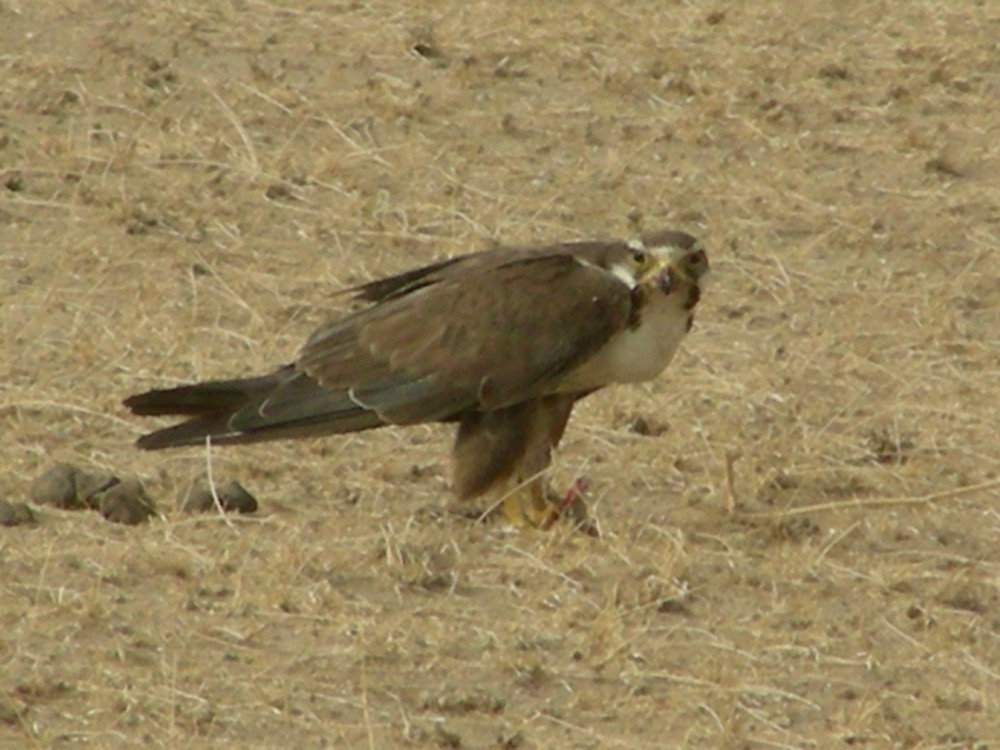
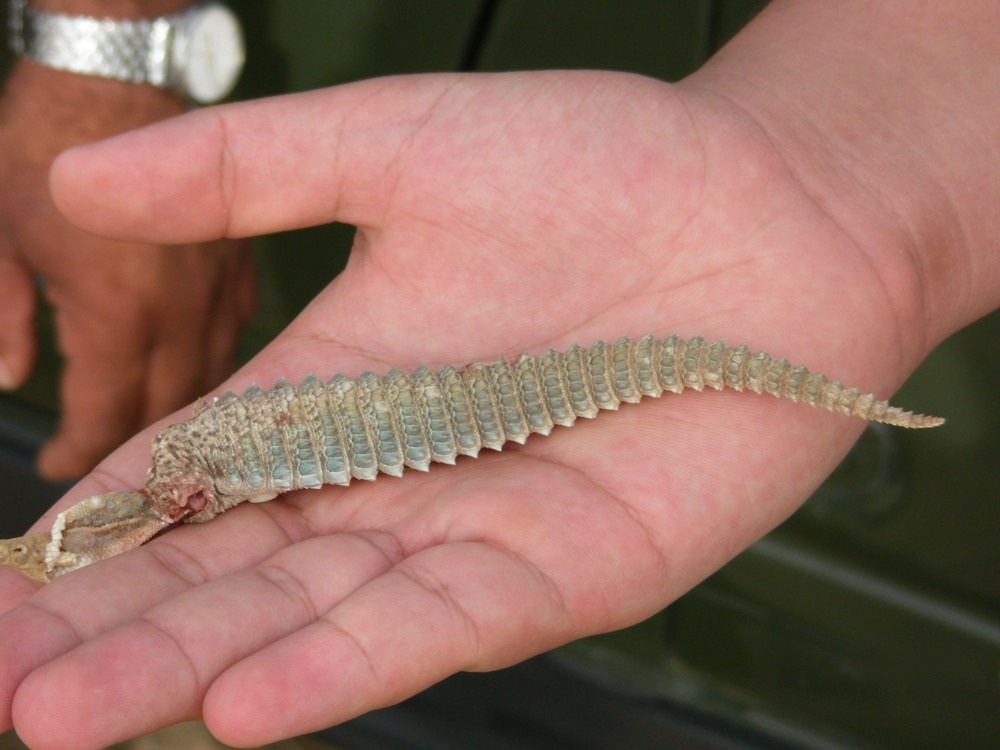
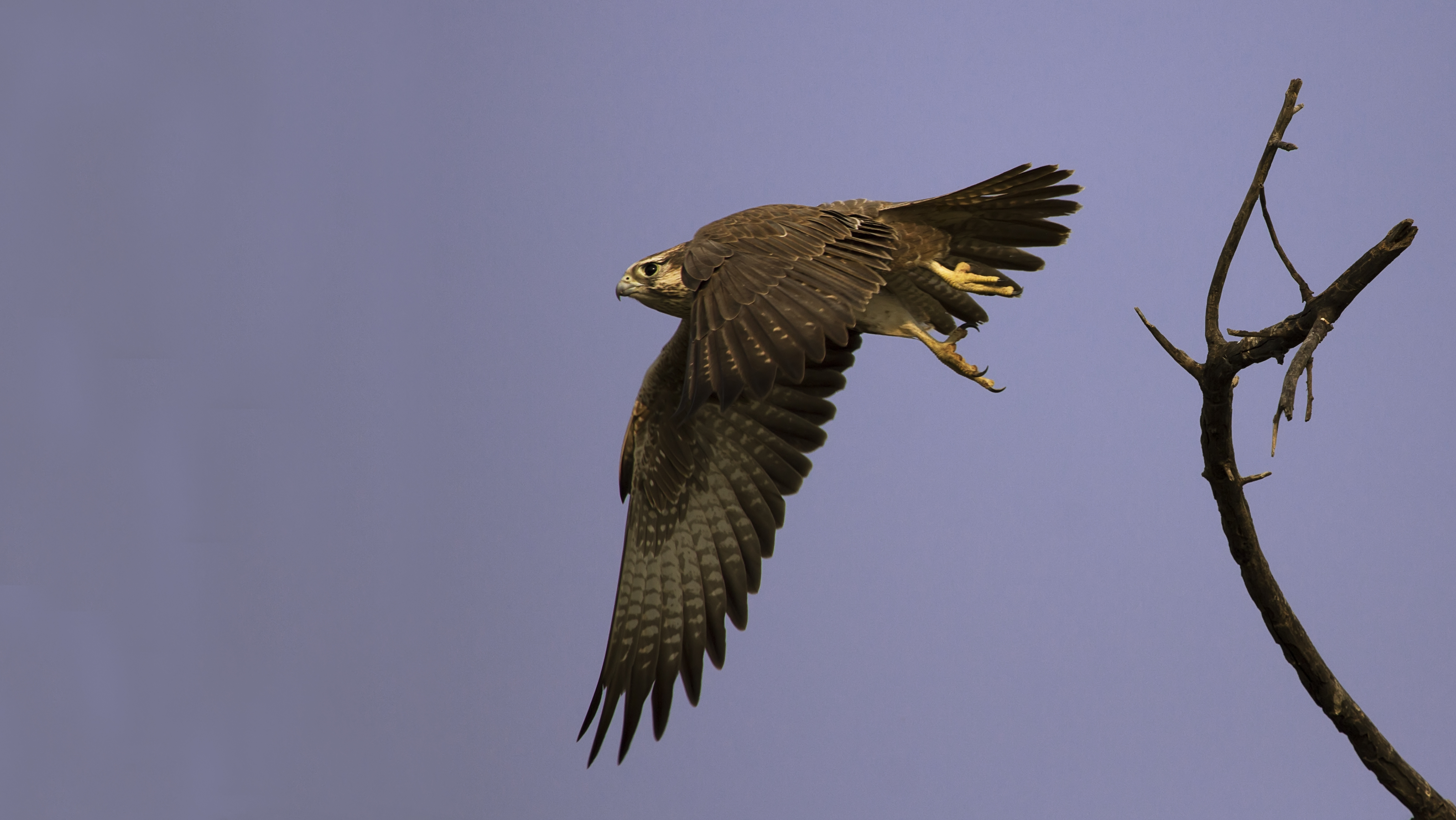